# Ceratodon novo-granatensis
Ceratodon novo-granatensis är en bladmossart som beskrevs av Georg Ernst Ludwig Hampe 1865. Ceratodon novo-granatensis ingår i släktet brännmossor, och familjen Ditrichaceae. Inga underarter finns listade i Catalogue of Life.